# ドナルド・キーホー
ドナルド・キーホー（Donald Edward Keyhoe、1897年6月20日 - 1988年11月29日）は、アメリカ合衆国の元アメリカ海兵隊少佐、作家、ジャーナリスト、UFO研究家。

## 初期の生涯
アイオワ州オタムワ(Ottumwa)生まれ。海軍プレップスクール（NAPS）で1919年にB.S.（理学士）の学位を取得。アメリカ海兵隊の中尉として勤務。
1922年、グアムにおける飛行機の墜落事故で腕を負傷。治療中に小説を書き始める。その後、後遺症から1923年に除隊。測量局や商務省に勤務。
1927年、チャールズ・リンドバーグのアシスタントとして、リンドバーグの世界初の大西洋単独無着陸飛行成功によって人気となった飛行機による大陸横断旅行をマネージし始めた。このときの経験から、キーホーは最初の著書『Flying With Lindbergh』（1928年）を執筆している。

## パルプ小説家
1920年から1930年代にかけてキーホーは、パルプ誌に多くの小説を発表していた。
彼の短編のうち下記の4編は、『ウィアード・テイルズ』誌に掲載された。
- The Grim Passenger (1925)
- The Mystery Under the Sea (1926)
- Through the Vortex (1926)
- The Master of Doom (1927).

彼はまた『ドクター・イェン・シン(Dr. Yen Sin)』という短命なパルプ誌（全3号）のための小説をプロデュースしている。
- The Mystery of the Dragon's Shadow (May/June 1936)
- The Mystery of the Golden Skull (July/August 1936)
- The Mystery of the Singing Mummies (September/October 1936)

さらにキーホーは、『フライング・エイシーズ(Flying Aces)』誌などの多くの飛行機もののパルプ小説を執筆し、数人のヒーローを生み出している。
一人は「ブリテン・デビル(Brain Devil)」ことフィリップ・ストレンジ大尉(Captain Philip Strange)。ストレンジ大尉は、第一次世界大戦におけるアメリカの情報将校で、ESP（超能力）の持ち主である。（このキャラクターは後にen:Wold Newton universeに組み込まれた。）
キーホーが創造した他のヒーローには、「G.2.のファントム・エース(the Phantom Ace of G.2.)」や、戦闘で負傷して盲目になった代わりに暗闇を見通す超自然的な視力を身につけたエースパイロット、リチャード・ナイト(Richard Knight)がいる。
キーホーがパルプ誌に執筆した小説の多くはSFもしくは怪しげなファンタジーであったため、彼が後に執筆したUFOに関する書籍は後世の研究家や批評家から、眉につばをつけて見られるようになったのも事実である。

## 『空飛ぶ円盤は実在する』
ケネス・アーノルド事件が世間に知られるようになった1947年の夏、いわゆる「空飛ぶ円盤(flying disks / flying saucers)」に関する興味が大々的に盛り上がり、最初は懐疑的であったキーホーもこの主題に惹かれていくようになった。
男性向け人気雑誌『トゥルー(True)』誌は、この問題に関して“当局”に対する問い合わせを何度も行っていた。
1949年5月、キーホーは『トゥルー』誌の編集長ケン・パーディー(Ken Purdy)から、空飛ぶ円盤と政府の陰謀について、軍とペンタゴンにいる多くの友人・知人から得たという情報をキーホーに提供して記事の依頼を受ける。
それによって空飛ぶ円盤の実在をさらに強めたキーホーは、様々な“当局”に空飛ぶ円盤についての質問を行ったが、彼らは「お渡しできる資料はなにもない」として空飛ぶ円盤に関連した文書への接触、接近を認めなかった。こうした当局の反応からキーホーは、「空飛ぶ円盤は、その形状、飛行特性、速度、発光などから見て、高度な知性と地球上のどの国家にもなしとげることが出来ないテクノロジーの産物であり、合衆国政府はそれに関するあらゆる情報を隠蔽しようとしている」との結論に達した。
キーホーの記事「空飛ぶ円盤は実在する（Flying Saucers Are Real）」は、1949年12月26日に発売された『トゥルー』誌1950年1月号に掲載され、一大センセーションを引き起こす。また1950年に出版されたペーパーバック版『空飛ぶ円盤は実在する(The Flying Saucers are Real)』は当時としては破格の50万部を売り上げる大ヒットとなった。
これによってキーホーはUFO研究者として有名になり、「空軍は空飛ぶ円盤は地球外生命体の乗る宇宙船であることを知りながら、大衆がパニックを起こすことを恐れてその事実を隠蔽している」「アメリカ政府はUFOについて適切な研究を実施すべきであり、全てのUFO事件についての調査ファイルを公表しなければならない」「異星人たちは友好的（少なくとも敵対的ではなく）で、200年以上にわたって地球を観察し続けてきた」などと主張。
いわゆる「空飛ぶ円盤＝宇宙人の乗り物」説や「空軍とアメリカ政府はUFOに関する秘密を隠している」といった陰謀論的UFO観を一般に広める大きな役割を果たした。
- 『空飛ぶ円盤は実在する』（The Flying Saucers are Real 、1950）
- 『外宇宙からの空飛ぶ円盤』(Flying Saucers From Outer Space、1953)
- 『空飛ぶ円盤の陰謀』(1955)

1953年の『外宇宙からの空飛ぶ円盤(Flying Saucers From Outer Space)』はおそらく最も印象的な本であり、主にインタビューと空軍の公式レポートに基づいている。この本にはペンタゴンの空軍報道官アルバート・M・チョップ（Albert M. Chop）による紹介文が掲載されていた。チョップはキーホーを「信頼性があり、正確な報告者」としており、この紹介文によって「UFOは宇宙人の乗り物である」というキーホーの仮説に対してあたかも公的な認可が与えられているかのような印象を強めている。
1955年の著書『空飛ぶ円盤の陰謀』では、エドワード・J・ルッペルト空軍大尉（Edward J. Ruppelt、プロジェクト・ブルーブックの初代機関長）が「空軍には、隠し事は一切ない」こと、また「The problem was tackled with organized confusion」と宣言している。

## NICAP（ナイキャップ）
1956年10月24日、キーホーはアメリカ海軍の物理学者トーマス・タウンゼント・ブラウンによる全米空中現象調査委員会（National Investigations Committee on Aerial Phenomena ：NICAP、読みはナイキャップ）の設立を援助する（NICAPは後にアメリカ最大の民間UFO研究団体となった）。NICAPは会の首脳部に軍人や科学者などのプロフェッショナルな人材を迎え、これによってNICAPは他のUFO愛好団体とは大きく異なった性質を持つようになった。
創設者であるブラウンは、不適切な経理処理を繰り返したあげく、キーホーによって1957年初めに委員会を放逐された。同年、キーホーが会長に就任。以降13年間に渡って会長職を務めた。
NICAPのメンバーは、1960年代初期から半ばまで、そのピーク時で約15,000人いたとされる。マスメディアや一般大衆からは論争の指導的立場にあるとして注目されていたが、公的機関からはほとんど注目されていなかった。
財政的にNICAPの首根っこを押さえたキーホーは、組織をあげてUFOの公的な調査と審理を議会に対して迫っていくことになる。彼らは連邦議会に対して、「空軍はUFOの情報を独占している」「空軍はUFOが宇宙人の宇宙船だと知っているのに、その事実を隠している」「アメリカ国民には真実を知る権利がある」「UFO目撃証言に対する空軍の処置が適切であったか調査しろ」といった請願を再三再四行った。空軍は、報告ファイルの中に機密情報が含まれていることを理由にその公開を拒み続けた。
1965年以降、それまで民間のUFO団体と空軍の間でだけ戦わされていた論争に、各種報道機関、連邦議会、科学者たちが加わり始めた。世間でのUFO熱の高まりに対してアメリカ空軍は、空軍の公的UFO調査計画「プロジェクト・ブルーブック(Project Blue Book)」と平行して、1966年10月、コロラド大学の物理学教授エドワード・U・コンドンを委員長に据えた調査委員会（通称、コンドン委員会）に学術調査を委託する。
1969年、コンドン委員会は、最終報告書『未確認飛行物体の科学的研究』をまとめ、「UFOが地球外生命体の乗り物であるという説には、なんの証拠も認められない」という結論を報告した。これを受けて空軍は、プロジェクト・ブルーブックを閉鎖した。
だがキーホーはいわゆる「トリックメモ」を公表することで対抗した。これは、コンドン委員会のメンバーによって書かれたとされるメモで、表面上は客観的で中立であるはずのコンドン委員会が、研究を開始するより以前にこの報告書の内容を決めていたとする暴露メモであった。
1969年、キーホーはUFO情報の隠蔽先としてその活動の焦点を空軍からCIAに移す。しかし同年、ジョセフ・ブライアン三世大佐(Colonel Jospeph Bryan III)に率いられたNICAPは、キーホーに対してNICAPのチーフからの辞任を要求する。実はブライアンは、かつてCIAの心理作戦部の長官を務めた経歴があり、CIAのエージェントでもあった。ブライアンの下で、NICAPは1973年に完全に解散した。
1973年、キーホーは「オペレーション・ルアー(Operation Lure)」（地球外生命体を地上に誘う計画）について書いた別のUFO本『未知なるUFO (Aliens From Space)』を刊行した。
この後、キーホーはUFO研究からほぼ遠ざかった（ただしNICAPから追放された後も、いくつかのUFO会議において公演を行っている）。
1981年、キーホーはMUFON（相互UFOネットワーク、Mutual UFO Network）の取締役会に加わった。しかし、健康上の理由もあり彼の活動はほぼ名義上だけのものであった。